# Lewis Powell
Lewis Thornton Powell (22. dubna 1844 – 7. července 1865), taktéž známý jako Lewis Payne a Lewis Paine, byl Američan, který se pokusil zavraždit ministra zahraničních věcí Spojených států amerických Williama H. Sewarda 14. dubna 1865. Byl spolupachatelem Johna Wilkese Bootha, který zavraždil prezidenta Abrahama Lincolna tu samou noc.
Powell byl nejprve voják armády Konfederace, v Gettysburgu utrpěl zranění. Později sloužil u tajné služby konfederace. Seznámil se s Boothem, jenž ho nejprve naverboval do svého plánu unesení Lincolna, 14. dubna 1865 se pak Booth rozhodl prezidenta (a s ním Sewarda a viceprezidenta Andrewa Johnsona) raději zavraždit.
Powellovi Booth udělil úkol zabít Sewarda. Pomáhal mu David Herold, který Powella dovedl k Sewardovi domů a připravil mu koně k útěku. Powell Sewarda těžce zranil, ale Herold zmizel ještě před tím, než Powell ze Sewardova domu utekl. Powell se ve městě ztratil, o tři dny později dorazil do hostince Mary Surratové, matky spolupachatele Johna Surratta. V té samé chvíli policie dům prohledávala a Powella zatkla. Powell a tři další byli odsouzeni k trestu smrti vojenským soudem.